# مارت کوسمتس
مارت کوسمتس (استونیایی: Märt Kosemets؛ زادهٔ ۲۵ ژانویهٔ ۱۹۸۱) بازیکن فوتبال اهل استونی است.
از باشگاه‌هایی که در آن بازی کرده‌است می‌توان به باشگاه فوتبال فلورا تالین و باشگاه فوتبال ویلیاندی تولویک اشاره کرد.
وی همچنین در تیم‌های ملی فوتبال استونی و تیم ملی فوتسال استونی بازی کرده‌است.